# 朴成範
朴 成範（パク・ソンボム、1940年3月17日 - ）は、大韓民国の政治家、記者。KBSニュース9アンカーを経て、国会議員を2期務めた。本貫は密陽朴氏、キリスト教徒。

## 経歴
1940年に、平安北道宣川郡で生まれた。高麗大学校2年修了、建国大学校、中央大学校大学院卒業。1966年に、ソウルテレビジョン放送局（現在の韓国放送公社、KBS ）に記者として入社し、1973年から1976年まで外信部の記者を務めた。1986年から1991年までKBSニュース9のアンカーを務め、1996年にKBSを退社した。
1996年4月に行われた、第15代総選挙でソウル特別市中区・東区から新韓国党候補として出馬し、当選する。
2000年4月に行われた、第16代総選挙でハンナラ党（新韓国党が1997年に党名改称した政党）から出馬し、新千年民主党候補の鄭大哲に敗れ落選する。
2004年4月に行われた、第17代総選挙ではハンナラ党の公認を巡って、妻の申恩卿と対立したが朴が公認を得た。ハンナラ党公認で出馬し、当選した。2006年4月13日にソウル特別市中区の成楽合庁長夫人から庁長候補公認の見返りとして、朴の夫人の申恩卿が献金やブランド品を受け取った疑惑が発覚した。ハンナラ党から検察に捜査依頼を出され、朴はハンナラ党を離党した。その後、ソウル中央地方検察庁から出国禁止の処分を受け捜査された。
2008年4月に行われた、第18代総選挙ではハンナラ党の公認が得られなかった。そのため出馬を断念し、代わりに妻の申恩卿が自由先進党候補として出馬した。朴も妻を支援したが民主統合党候補に敗れ落選した。
他に韓瑞大学校教授を務めた。